# Franz Xaver Murschhauser
Franz Xaver Murschhauser (Zabern, 1663. július 1. - München, 1738. január 6.) német zeneszerző és orgonista.

## Életrajza
A németországi Zaverben (ma Franciaországhoz tartozik, Saverne néven) született 1663. július 1-én. Középiskolai tanulmányait 1678-ban fejezte be Münchenben (ma Wilhelm Gimnázium München).
Zenei képzését Johann Kaspar Kerll növendékeként kapta Münchenben, majd 1691-től haláláig a müncheni Miasszonyunk-templom orgonistája volt.
Ő tette közzé a dél-német iskola hagyományaiból származó két zenei gyűjteményt, katolikus liturgiát; fantáziák és fúgák gregorián dallamokkal.
- Az első kollekció: Octi-tonium Novum Organicum, októ tonis ecclesiasticis, ad Psalmos, és Magnificat (Augsburg, 1696), mely  nyolcvankilenc darabot tartalmaz.
- A második gyűjtemény 34 darab, mely két részből áll Prototypon Longo-breve Organicum címen; (I. rész, Nürnberg, 1703; Part II, Nürnberg, 1707).